# Región de Sud-Bandama
Sud-Bandama era hasta 2011 una de las 19 regiones que componían Costa de Marfil. Su capital era Divo.
Tenía una superficie de 10.650 km², que en términos de extensión es similar a la de Líbano. Su población estimada era de 826.300 habitantes en 2002. 

## Departamentos
La región estaba dividida en dos departamentos: Divo y Lakota.